# Jason Bonham
Jason Bonham (* 15. červenec 1966) je anglický bubeník, syn bubeníka skupiny Led Zeppelin Johna Bonhama.
Bonham se narodil v Dudley, Worcestershire. Poprvé hrál na bicí ve čtyřech letech a objevil se společně se svým otcem ve filmu The Song Remains the Same, kde bubnoval na zmenšené bicí soupravě. V sedmnácti letech hrál ve své první kapele, Airrace. V roce 1985 vstoupil do skupiny Virginia Wolf, se kterou vydal dvě alba a absolvoval US turné, kde hráli jako předkapela skupiny The Firm.
V roce 1988 se Bonham spojil s bývalým kytaristou Led Zeppelin Jimmy Pagem, nahrál s ním album Outrider a absolvoval turné k tomuto albu. Následující rok se Bonham objevil se třemi zbývajícími členy Led Zeppelin na „slučovacím“ koncertu ke 20. výročí skupiny, který pořádala společnost Atlantic Records v New Yorku. V roce 1989 se objevil jako speciální host na Mírovém festivalu hudby v Moskvě, kde hrál skladbu „Rock and Roll“ s dalšími rockovými hvězdami.
Dne 12. září 2007 bylo oznámeno, že Jason Bonham by mohl kráčet ve šlépějích svého otce a mohl by hrát na koncertu Led Zeppelin pořádaném na počest Ahmeta Ertegüna 10. prosince 2007 v londýnské O2 aréně. Podle hodnocení od mnoha kritiků byl Jason důstojným nástupcem svého otce. Od roku 2010 hraje se skupinou Black Country Communion.